# Mercedes-Benz T2
Il Mercedes-Benz T2 è un veicolo commerciale leggero prodotto dal 1967 al 1996 dalla Mercedes-Benz.
La presentazione e la commercializzazione del T2 avvennero nel 1967 in sostituzione del Mercedes-Benz L319; il veicolo era costruito nella fabbrica di Ludwigsfelde, due anni dopo fu aperta una nuova linea di produzione a Düsseldorf. Alcuni modelli furono prodotti anche ad Alcobendas in Spagna, e in Argentina e Venezuela per i mercati locali.

## Prima serie

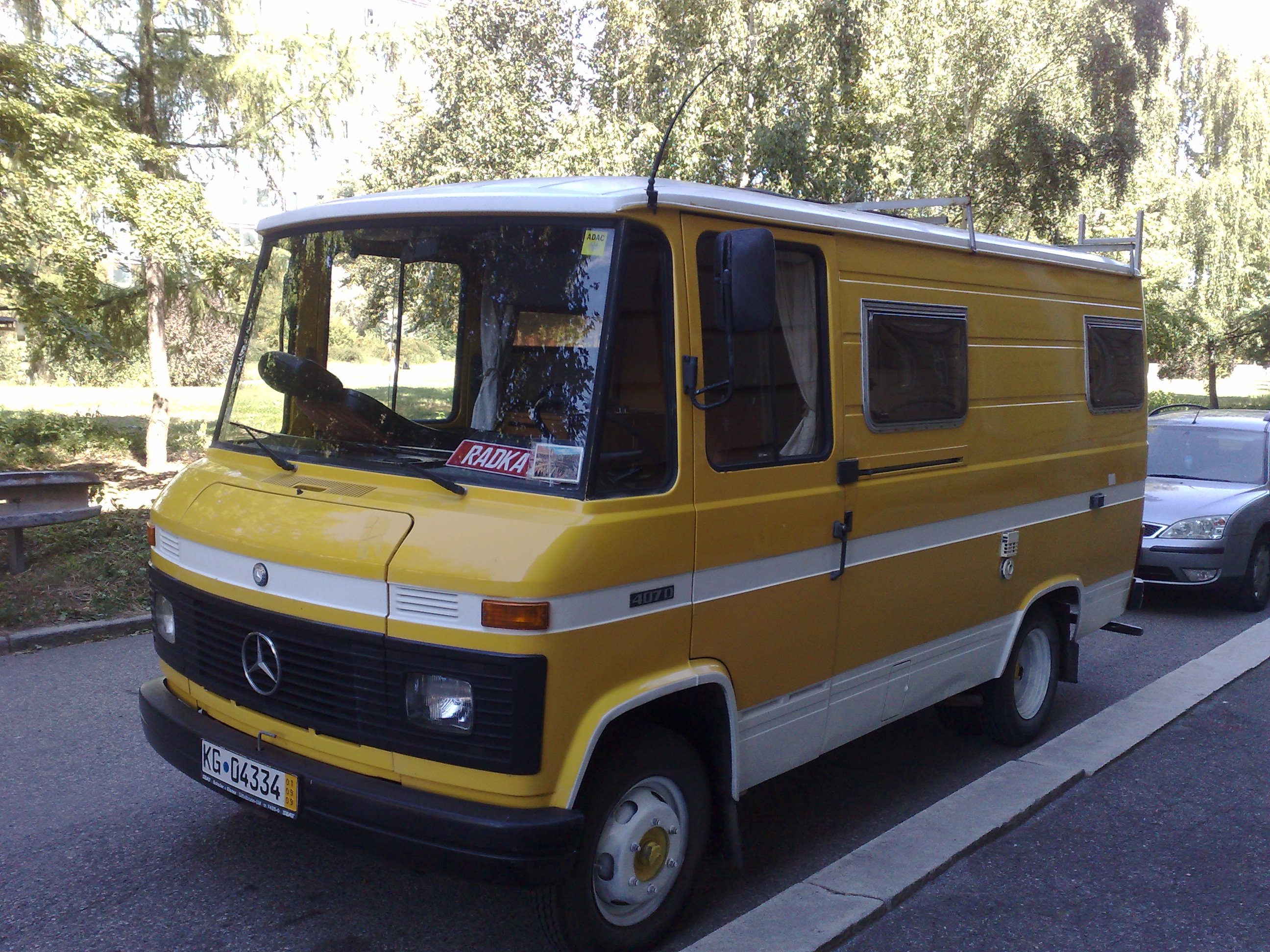
Un camper T2 I serie post-restyling

Quando nel 1967 la prima serie entrò in listino il T2 fu immediatamente disponibile in quattro varianti: furgone leggero, autocarro a singola o doppia cabina, pulmino. Questi telai divennero frequentemente la base di particolari allestimenti quali quello come ambulanza, mezzo dei vigili del fuoco, cellulare, scuolabus, camper. Nel 1981 la Mercedes-Benz procedette a un restyling, in particolare della calandra, che divenne in plastica nera.
Il mezzo era disponibile sia con motore diesel, i 4 cilindri in linea OM615/OM616 e OM314 e dal 1977 il 6 cilindri in linea OM352, sia con motore a benzina (M115 fino al 1982, poi M102). In realtà però per il primo anno di produzione i motori furono diversi, l'OM621 diesel e l'M121 a benzina.
Riguardo alle dimensioni la lunghezza era di 5065–6996 mm, la larghezza di 2100–2405 mm,  l'altezza di 2385–2750 mm e il passo di 2950–4100 mm. Il p.t.t. andava da 3,49 a 6,79 t.

## Seconda serie
La seconda serie sostituì la prima nel 1986, la differenza più vistosa era quella di un cofano più lungo. Le numerose versioni erano in grande prevalenza equipaggiate con motori diesel (si andava da 2,3 l a 4,0 l), ne era disponibile anche una a benzina con motore da 2,3 l. Il p.t.t. maggiore tra le varianti in produzione era di 7,5 t; il passo più lungo di 4250 mm .
Delle diverse varianti, quella "pulmino" ebbe grande successo nel Regno Unito, dove stabilì record di vendite. Il T2 II serie fu commercializzato fino al 1996, quando fu sostituito dal Vario, nuovo modello caratterizzato da restyling di interni ed esterni ma che manteneva la stessa base.